# Umzeichnungsplan der Deutschen Reichsbahn für Länderbahnlokomotiven
Die Deutsche Reichsbahn begann im Jahr 1920, einen Umzeichnungsplan zur einheitlichen Bezeichnung der von den Länderbahnen übernommenen Dampflokomotiven zu entwickeln. Grundlage war ein entsprechendes Baureihenschema.

## Geschichte des Umzeichnungsplans
Bei der Gründung der Reichseisenbahnen am 1. April 1920 hatte jede der sieben verbliebenen deutschen Länderbahnen (Preußisch-Hessische Eisenbahngemeinschaft, Bayerische Staatseisenbahnen, Sächsische Staatseisenbahnen, Württembergische Staats-Eisenbahnen, Badische Staatseisenbahnen, Mecklenburgische Landeseisenbahn und Oldenburgische Staatseisenbahnen – die Reichseisenbahnen in Elsaß-Lothringen waren infolge des Versailler Vertrags an Frankreich übergegangen) in Deutschland eigene Vorschriften zur Kennzeichnung ihrer Triebfahrzeuge. Auch in den jeweiligen einzelnen Bahnverwaltungen gab es noch Unterschiede in der Nummerierung. Nicht immer war die Kennzeichnung von Anfang an auf Veränderungen ausgelegt und so gab es dort auch noch Differenzen.
Beim Zusammenschluss der sieben Länderbahnen zu einer gemeinsamen Staatsbahn war eine Vereinheitlichung der Kennzeichnung dringend notwendig geworden, um eine zentrale Verwaltung des Bestands, der um 1920 aus etwa 400 Gattungen mit über 20.000 Triebfahrzeugen bestand, zu ermöglichen. Es gab darunter sowohl Fahrzeuge, die lediglich als Einzelstücke existierten als auch Fahrzeuge mit mehreren tausend gebauten Exemplaren.
Zur endgültigen Lösung dieses Problems wurden über 5 Jahre benötigt und unter Leitung von Gustav Hammer, dem Präsidenten des Reichsbahn-Zentralamts drei verschiedene Pläne entwickelt. Auch die eigentliche Umzeichnung dauerte noch Jahre, sodass nicht alle Lokomotiven ihre neue Nummer noch erhielten, weil sie zwischenzeitlich ausgemustert wurden.

### Der erste vorläufige Umzeichnungsplan
Der erste Umzeichnungsplan von 1922 sah noch andere Baureihennummern als die späteren Pläne vor. Die Dampfloks beispielsweise sollten nach ihrem Einsatzzweck und ihrer Achsfolge in 99 Baureihen aufgeteilt werden. Dieser Entwurf wurde nicht zu Ende entwickelt, da man bei der praktischen Umsetzung Probleme erwartete. Zusätzlich ließ der Plan zu wenig Möglichkeiten, spätere technische Veränderungen und neuentwickelte und gebaute Fahrzeuge einzugliedern.

### Der zweite vorläufige Umzeichnungsplan
Der zweite, vorläufige Umzeichnungsplan vom 25. Juli 1923 entsprach in seinem grundsätzlichen Aufbau bereits dem endgültigen Umzeichnungsplan von 1925. In diesem war Platz für die geplanten neuen Einheitslokomotiven geschaffen worden. Die 99 vorhandenen Nummern für die Dampflokomotiven waren nach folgenden Gesichtspunkten geordnet:
- 01–19: Schnellzuglokomotiven
- 20–39: Personenzuglokomotiven
- 40–59: Güterzuglokomotiven
- 60–79: Personenzug-Tenderlokomotiven
- 80–96: Güterzug-Tenderlokomotiven
- 97: Zahnradbahnlokomotiven
- 98: (normalspurige) Lokalbahnlokomotiven
- 99: Schmalspurlokomotiven

### Der dritte endgültige Umzeichnungsplan
Der dritte, endgültige Umzeichnungsplan von 1925 unterschied sich von dem vorigen im Wesentlichen darin, dass alle bis dahin ausgemusterten Lokomotiven – und somit auch ganze Baureihen – herausgestrichen wurden; außerdem wurden einzelne Fehler bei der Zuordnung behoben.
Die ab 1923 neu gebauten Lokomotiven wurden mit Ausnahme der bayerischen Bauarten schon mit der neuen Betriebsnummer ausgeliefert. Die tatsächliche Umzeichnung älterer Lokomotiven erfolgte erst ab 1926.
Lokomotiven, die aus damaliger Sicht als veraltet eingestuft wurden und daher bald ausgemustert werden sollten, erhielten Ordnungsnummern ab 7001 hinter der Baureihennummer.

## Schnellzuglokomotiven
Die Baureihennummern 01 bis 11 waren für ab 1920 neu zu entwickelnde oder in Entwicklung befindliche Baureihen von Schnellzuglokomotiven reserviert; Lokomotiven aus dem Bestand der Länderbahnen, die umzuzeichnen waren, bekamen die Baureihen-Nummern 12 bis 19.
| vorläufige Betriebsnummern Umzeichnungsplan 1923 | endgültige Betriebsnummern Umzeichnungsplan 1925 | Länderbahngattung                  | Bemerkungen                                                                |
| ------------------------------------------------ | ------------------------------------------------ | ---------------------------------- | -------------------------------------------------------------------------- |
| 12 7001 – 7004                                   |                                                  | Preußische S 1                     |                                                                            |
| 13 002 – 007                                     | 13 001                                           | Preußische S 3                     | Umbau S 2 auf Verbundtriebwerk                                             |
| 13 008 – 457                                     | 13 002 – 028                                     | Preußische S 3                     |                                                                            |
| 13 501 – 544                                     | 13 501 – 504                                     | Preußische S 4                     |                                                                            |
| 13 601 – 647*, 651 – 904                         | 13 651 – 850                                     | Preußische S 5.2                   | * irrtümlich als S 5.1 angesehen und daher in eigener Nummernreihe erfasst |
| 13 1001 – 1442                                   | 13 1001 – 1286                                   | Preußische S 6                     |                                                                            |
| 13 1501 – 1512                                   | 13 1501 – 1511                                   | Sächsische VIII V1                 | Baujahr 1900                                                               |
| 13 1601 – 1697                                   | 13 1601 – 1624                                   | Württembergische AD                |                                                                            |
| 13 1701 – 1714                                   | 13 1701 – 1714                                   | Württembergische ADh               |                                                                            |
| 13 1801 – 1806                                   | 13 1801 – 1806                                   | Oldenburgische S 3                 |                                                                            |
| 13 1851 – 1861                                   | 13 1851 – 1861                                   | Oldenburgische S 5.2               |                                                                            |
| 13 7001 – 7020                                   | 13 7001 – 7012                                   | Sächsische VIII 2                  |                                                                            |
| 13 7101 – 7120                                   | 13 7101 – 7112                                   | Sächsische VIII V1                 | Baujahre 1896/97                                                           |
| 14 001, 002                                      | 14 001, 002                                      | Preußische S 8                     | Umbau S 9 auf Heißdampf                                                    |
| 14 031 – 081                                     | 14 031                                           | Preußische S 9                     |                                                                            |
| 14 101 – 112                                     | 14 101 – 105                                     | Pfälzische P 3.I                   |                                                                            |
| 14 121                                           |                                                  | Pfälzische P 3.II                  |                                                                            |
| 14 131, 132                                      |                                                  | Bayerische S 2/5 (Baldwin)         | Vauclain-Triebwerk                                                         |
| 14 141 – 150                                     | 14 141 – 145                                     | Bayerische S 2/5                   |                                                                            |
| 14 151 – 161                                     |                                                  | Pfälzische P 4                     |                                                                            |
| 14 201 – 215                                     | 14 201 – 215                                     | Sächsische X V                     |                                                                            |
| 14 301 – 318                                     | 14 301 – 317                                     | Sächsische X H1                    |                                                                            |
| 14 401 – 403, 451 – 454                          |                                                  | Badische II d                      |                                                                            |
| 15 001                                           | 15 001                                           | Bayerische S 2/6                   |                                                                            |
| 16 001 – 003                                     | 16 001 – 003                                     | Oldenburgische S 10                |                                                                            |
| 17 001 – 127                                     | 17 001 – 135                                     | Preußische S 10                    |                                                                            |
| 17 201 – 292                                     | 17 201 – 296                                     | Preußische S 10.2                  |                                                                            |
| 17 301 – 326                                     | 17 301 – 322                                     | Bayerische C V                     |                                                                            |
| 17 401 – 420                                     | 17 401 – 420                                     | Bayerische S 3/5N                  |                                                                            |
| 17 501 – 524                                     | 17 501 – 524                                     | Bayerische S 3/5H                  |                                                                            |
| 17 601 – 606                                     | 17 601 – 606                                     | Sächsische XII H                   |                                                                            |
| 17 701 – 734, 751 – 755                          | 17 701 – 734, 751 – 755                          | Sächsische XII HV                  |                                                                            |
| 17 801 – 804                                     | 17 801 – 804                                     | Sächsische XII H1                  |                                                                            |
| 17 1001 – 1208                                   | 17 1001 – 1209                                   | Preußische S 10.1                  | Bauarten 1911 und 1914                                                     |
| 18 001 – 010                                     | 18 001 – 010                                     | Sächsische XVIII H                 |                                                                            |
| 18 101 – 137                                     | 18 101 – 137                                     | Württembergische C                 |                                                                            |
| 18 201…258                                       | 18 201…256                                       | Badische IV f                      | Nummernreihen nicht durchgehend besetzt                                    |
| 18 301 – 303, 311 – 319, 321 – 328               | 18 301 – 303, 311 – 319, 321 – 328               | Badische IV h                      |                                                                            |
| 18 401 – 447, 451 – 463, 471 – 480               | 18 401 – 434, 441 – 458, 461 – 508               | Bayerische S 3/6, Pfälzische S 3/6 | 18 509 – 548 Nachlieferungen an DR                                         |
| 19 001 – 023                                     | 19 001 – 023                                     | Sächsische XX HV                   |                                                                            |

## Personenzuglokomotiven
| vorläufige Betriebsnummern Umzeichnungsplan 1923 | endgültige Betriebsnummern Umzeichnungsplan 1925 | Länderbahngattung                                                      | Bemerkungen                                      |
| ------------------------------------------------ | ------------------------------------------------ | ---------------------------------------------------------------------- | ------------------------------------------------ |
| 33 7001 – 7007                                   |                                                  | Oldenburgische P 3.2                                                   |                                                  |
| 34 7001 – 7012                                   |                                                  | Preußische P 3.1                                                       |                                                  |
| 34 7101 – 7134                                   |                                                  | Preußische P 3.2                                                       |                                                  |
| 34 7201 – 7204                                   |                                                  | Mecklenburgische P 2                                                   |                                                  |
| 34 7301 – 7318, 7354 – 7366, 7370 – 7377         | 34 7301 – 7308, 7351 – 7364                      | Mecklenburgische P 3.1                                                 |                                                  |
| 34 7351 – 7353                                   |                                                  | Mecklenburgische P 3.2                                                 | ex Preußische P 3.2, 1920 Mecklenburg zugewiesen |
| 34 7401, 7402                                    |                                                  | Pfälzische P 1.I                                                       |                                                  |
| 34 7411 – 7415                                   |                                                  | Pfälzische P 1.III                                                     |                                                  |
| 34 7421 – 7440                                   |                                                  | Bayerische B IX                                                        |                                                  |
| 34 7451                                          |                                                  | Pfälzische P 1.II                                                      |                                                  |
| 34 7461, 7462                                    |                                                  | Bayerische B VI                                                        |                                                  |
| 34 7501 – 7513                                   |                                                  | Bayerische B X                                                         |                                                  |
| 34 7601 – 7604, 7611 – 7633                      | 34 7611                                          | Sächsische III                                                         |                                                  |
| 34 7701 – 7882                                   | 34 7701, 7702, 7721 – 7807                       | Sächsische IIIb                                                        |                                                  |
| 34 7901 – 7918                                   | 34 7901, 7902                                    | Sächsische IIIb V                                                      |                                                  |
| 34 8001 – 8003                                   |                                                  | Sächsische VI                                                          |                                                  |
| 34 8011 – 8023                                   | 34 8011                                          | Sächsische VIb V                                                       |                                                  |
| 34 8101 – 8123                                   | 34 8101, 8102                                    | Württembergische A                                                     |                                                  |
| 34 8131 – 8134                                   |                                                  | Württembergische Ab                                                    |                                                  |
| 34 8201 – 8231                                   | 34 8201 – 8209                                   | Württembergische Ac                                                    |                                                  |
| 35 7001 – 7020                                   |                                                  | Pfälzische P 2.I                                                       |                                                  |
| 36 001 – 002                                     | 36 001                                           | Preußische P 4.2                                                       | Umbau P 4.1 Erfurter Bauart auf Verbundtriebwerk |
| 36 003 – 540                                     | 36 002 – 438                                     | Preußische P 4.2                                                       | Normalbauart                                     |
| 36 601 – 626, 651 – 662                          | 36 601 – 620, 651 – 662                          | Mecklenburgische P 4.2                                                 |                                                  |
| 36 701 – 731                                     | 36 701 – 708                                     | Bayerische B XI Zw                                                     | Zwillingstriebwerk                               |
| 36 751 – 850                                     | 36 751 – 826                                     | Bayerische B XI Vb                                                     | Verbundtriebwerk                                 |
|                                                  | 36 861                                           | Bayerische P 2/4                                                       | im vorläufigen Umzeichnungsplan nicht erfasst    |
| 36 901 – 919, 921 – 1018                         | 36 901 – 919, 921 – 948, 951 – 1014              | Sächsische VIII V2                                                     |                                                  |
| 36 1101 – 1106                                   |                                                  | Badische II c                                                          | Baujahr 1900                                     |
| 36 1201 – 1219                                   | 36 1201 – 1219                                   | Oldenburgische P 4.1                                                   |                                                  |
| 36 1251 – 1258                                   | 36 1251 – 1258                                   | Oldenburgische P 4.2                                                   |                                                  |
| 36 7001, 7002                                    |                                                  | Preußische P 4.1                                                       | Erfurter Bauart                                  |
| 36 7003 – 7168                                   | 36 7001 – 7009                                   | Preußische P 4.1                                                       | Normalbauart (sog. Hannoversche Bauart)          |
| 36 7201, 7202                                    |                                                  | Mecklenburgische P 4.1                                                 | ex Preußische P 4.1, 1920 Mecklenburg zugewiesen |
| 36 7301 – 7303, 7311 – 7314, 7321 – 7323         |                                                  | Badische II a                                                          |                                                  |
| 36 7331 – 7335                                   |                                                  | Badische II b                                                          |                                                  |
| 36 7351, 7361 – 7371, 7381, 7382                 |                                                  | Badische II c                                                          | Baujahre 1892 – 1897                             |
| 37 001 – 151                                     | 37 001 – 163                                     | Preußische P 6                                                         |                                                  |
| 38 001 – 013                                     | 38 001 – 013                                     | Bayerische P 3/5 N                                                     |                                                  |
| 38 101 – 108                                     |                                                  | Württembergische D                                                     |                                                  |
| 38 201 – 324                                     | 38 201 – 324                                     | Sächsische XII H2                                                      | 38 325 – 334 Nachlieferungen an DR               |
| 38 401 – 480                                     | 38 401 – 480                                     | Bayerische P 3/5 H                                                     |                                                  |
| 38 1001 – 3825, 3951 – 4051                      | 38 1001 – 3832, 3951 – 4051                      | Preußische P 8, Mecklenburgische P 8, Oldenburgische P 8, Badische P 8 |                                                  |
| 38 7001…7080                                     | 38 7001…7073                                     | Badische IV e                                                          | Nummernreihen nicht durchgehend besetzt          |
| 39 001 – 209                                     | 39 001 – 230                                     | Preußische P 10                                                        | 39 231 – 260 Nachlieferungen an DR               |

## Güterzuglokomotiven
| vorläufige Betriebsnummern Umzeichnungsplan 1923 | endgültige Betriebsnummern Umzeichnungsplan 1925 | Länderbahngattung                      | Bemerkungen                                       |
| ------------------------------------------------ | ------------------------------------------------ | -------------------------------------- | ------------------------------------------------- |
| 51 7001 – 7019                                   |                                                  | Oldenburgische G 1                     |                                                   |
| 52 7001 – 7006                                   | 52 7001                                          | Sächsische IIIb                        |                                                   |
| 52 7101                                          |                                                  | Württembergische B 3                   |                                                   |
| 53 001 – 297                                     | 53 001 – 025                                     | Preußische G 4.2                       |                                                   |
| 53 301 – 337                                     | 53 301 – 327                                     | Preußische G 4.3                       |                                                   |
| 53 401 – 405, 451                                |                                                  | Mecklenburgische G 4.2                 |                                                   |
| 53 501 – 504                                     |                                                  | Pfälzische G 3/3                       |                                                   |
| 53 601 – 740, 751                                | 53 601 – 729, 751                                | Sächsische V V                         | 53 751 Nachlieferung mit anderem Kessel           |
| 53 801 – 898                                     | 53 801 – 865                                     | Württembergische Fc                    |                                                   |
| 53 901 – 926                                     |                                                  | Badische VII d                         | Baujahre 1901/02                                  |
| 53 1001 – 1011, 1051 – 1058                      | 53 1001 – 1011, 1051 – 1058                      | Oldenburgische G 4.2                   |                                                   |
| 53 7001 – 7522                                   | 53 7001 – 7157                                   | Preußische G 3                         |                                                   |
| 53 7601 – 7692                                   | 53 7601 – 7617                                   | Preußische G 4.1                       |                                                   |
| 53 7701 – 7705                                   |                                                  | Mecklenburgische G 3                   |                                                   |
| 53 7801 – 7821                                   |                                                  | Pfälzische G 2.I                       |                                                   |
| 53 7831 – 7833                                   |                                                  | Bayerische C III                       | Bauart Sigl                                       |
| 53 7834 – 7868                                   |                                                  | Bayerische C III                       | ex Bayerische Ostbahn                             |
| 53 7871 – 7990                                   |                                                  | Bayerische C III                       |                                                   |
| 53 7991 – 8009                                   |                                                  | Pfälzische G 2.II                      |                                                   |
| 53 8011 – 8080                                   | 53 8011 – 8076                                   | Bayerische C IV Zw                     | Zwillingstriebwerk                                |
| 53 8081 – 8170                                   | 53 8081 – 8168                                   | Bayerische C IV Vb                     | Verbundtriebwerk                                  |
| 53 8201 – 8294                                   | 53 8201 – 8211                                   | Sächsische V                           |                                                   |
| 53 8301 – 8387                                   | 53 8301                                          | Württembergische F 2                   |                                                   |
| 53 8401 – 8411                                   |                                                  | Württembergische F 1                   |                                                   |
| 53 8451, 8452                                    |                                                  | Württembergische F 1c                  |                                                   |
| 53 8501 – 8596                                   | 53 8501…8586                                     | Badische VII a                         | endgültige Nummernreihe nicht durchgehend besetzt |
| 53 8597 – 8599                                   | 53 8587, 8597, 8598                              | Badische VII c                         |                                                   |
| 53 8601 – 8665                                   |                                                  | Badische VII d                         | Baujahre 1893 – 1899                              |
| 54 001 – 193                                     | 54 001 – 071                                     | Preußische G 5.1                       |                                                   |
| 54 201 – 517                                     | 54 201 – 386                                     | Preußische G 5.2                       | 53 368 – 386 und andere ex Elsaß-Lothringen G 5.2 |
| 54 601 – 708                                     | 54 601 – 671                                     | Preußische G 5.3                       |                                                   |
| 54 801 – 1156                                    | 54 801 – 1092                                    | Preußische G 5.4                       |                                                   |
| 54 1201 – 1204                                   | 54 1201 – 1203                                   | Mecklenburgische G 5.4                 |                                                   |
| 54 1301 – 1359                                   | 54 1301 – 1364                                   | Bayerische C VI                        |                                                   |
| 54 1401 – 1427                                   | 54 1401 – 1432                                   | Bayerische G 3/4 N                     |                                                   |
| 54 1501 – 1725                                   | 54 1501 – 1725                                   | Bayerische G 3/4 H                     |                                                   |
| 55 001 – 680                                     | 55 001 – 660                                     | Preußische G 7.1                       |                                                   |
| 55 701 – 1533                                    | 55 701 – 1392                                    | Preußische G 7.2                       |                                                   |
| 55 1601 – 2266                                   | 55 1601 – 2256                                   | Preußische G 8                         |                                                   |
| 55 2301 – 2432                                   | 55 2301 – 2433                                   | Preußische G 9                         |                                                   |
| 55 2501 – 5667                                   | 55 2501 – 3366, 3367 – 5622                      | Preußische G 8.1                       |                                                   |
| 55 5701 – 5705                                   | 55 5701 – 5705                                   | Mecklenburgische G 7.2                 |                                                   |
| 55 5801 – 5810, 5851 – 5852                      | 55 5801 – 5810, 5851 – 5852                      | Mecklenburgische G 8.1                 |                                                   |
| 55 5901 – 5922                                   | 55 5901 – 5922                                   | Pfälzische G 5                         |                                                   |
| 55 6001 – 6023                                   | 55 6001 – 6013                                   | Sächsische I V                         |                                                   |
| 55 6101 – 6119                                   |                                                  | Badische VIII c                        |                                                   |
| 55 6201 – 6213                                   | 55 6201 – 6213                                   | Oldenburgische G 7                     |                                                   |
| 55 7001 – 7006                                   |                                                  | Pfälzische G 3                         |                                                   |
| 55 7101, 7102                                    |                                                  | Bayerische BB I Pfälzische G 4.II      |                                                   |
| 55 7201 – 7215                                   | 55 7201 – 7215                                   | Pfälzische G 4.I                       |                                                   |
| 56 001 – 005                                     | 56 001 – 005                                     | Preußische G 7.3                       |                                                   |
| 56 101 – 185                                     | 56 101 – 185                                     | Preußische G 8.3                       |                                                   |
| 56 201 – 205                                     | 56 201 – 205                                     | Mecklenburgische G 7.3                 |                                                   |
| 56 301 – 353                                     |                                                  | Bayerische E I                         |                                                   |
| 56 401 – 404                                     | 56 401 – 404                                     | Bayerische G 4/5 N                     |                                                   |
| 56 501 – 516                                     | 56 501 – 516                                     | Sächsische IX V                        |                                                   |
| 56 601 – 625                                     | 56 601 – 625                                     | Sächsische IX HV                       |                                                   |
| 56 701…785                                       | 56 701…785                                       | Badische VIII e                        | Nummernreihen nicht durchgehend besetzt           |
| 56 801 – 809, 901 – 1034, 1101 – 1125            | 56 801 – 809, 901 – 1035, 1101 – 1125            | Bayerische G 4/5 H                     |                                                   |
| 56 2001 – 2485                                   | 56 2001 – 2485, 2551 – 2905                      | Preußische G 8.2, Oldenburgische G 8.2 | 56 2906 – 2916 Nachlieferungen an DR              |
| 57 001 – 014, 021 – 083                          | 57 001 – 014, 021 – 083                          | Sächsische XI V                        |                                                   |
| 57 101 – 105                                     | 57 101 – 105                                     | Sächsische XI H                        |                                                   |
| 57 201 – 218                                     | 57 201 – 218                                     | Sächsische XI HV                       |                                                   |
| 57 301 – 304                                     | 57 301 – 304                                     | Württembergische H                     |                                                   |
| 57 401 – 417                                     | 57 401 – 417                                     | Württembergische Hh                    |                                                   |
| 57 501 – 508, 511 – 590                          | 57 501 – 507, 511 – 590                          | Bayerische G 5/5                       |                                                   |
| 57 1001 – 1394, 1396 – 2740, 2892 – 3100         | 57 1001 – 2726, 2892 – 3524                      | Preußische G 10                        |                                                   |
| 58 001 – 015                                     | 58 001 – 015                                     | Preußische G 12.1                      |                                                   |
| 58 101 – 114                                     | 58 101 – 114                                     | Sächsische XIII H                      | Baujahr 1917, wie Preußische G 12.1               |
| 58 201…318                                       | 58 201…318                                       | Badische G 12                          | Nummernreihen nicht durchgehend besetzt           |
| 58 401 – 462                                     | 58 401 – 462                                     | Sächsische XIII H                      | Baujahre 1919–1924, wie Preußische G 12           |
| 58 501 – 543                                     | 58 501 – 543                                     | Württembergische G 12                  |                                                   |
| 58 1001                                          | 58 1001                                          | Preußische G 12                        | für CFOA (Türkei) gebaut, von Preußen übernommen  |
| 58 1002 – 2143                                   | 58 1002 – 2143                                   | Preußische G 12                        |                                                   |
| 59 001 – 034                                     | 59 001 – 044                                     | Württembergische K                     |                                                   |

## Personenzugtenderlokomotiven
| vorläufige Betriebsnummern Umzeichnungsplan 1923 | endgültige Betriebsnummern Umzeichnungsplan 1925 | Länderbahngattung                      | Bemerkungen                                                     |
| ------------------------------------------------ | ------------------------------------------------ | -------------------------------------- | --------------------------------------------------------------- |
| 69 7001 – 7003*                                  |                                                  | Preußische T 4.2                       | * 69 7001, 7002 irrtümlich eingereihte T 4 der 2. Berliner Form |
| 70 001 – 097                                     | 70 001 – 097                                     | Bayerische Pt 2/3                      |                                                                 |
| 70 101 – 105, 111 – 125                          | 70 101 – 105, 111 – 125                          | Badische I g                           | 70 126 – 133 Nachlieferungen an DR                              |
| 70 7001                                          |                                                  | Preußische T 4                         | 1. Magdeburger Form                                             |
| 70 7002 – 7004, 7015 – 7016                      |                                                  | Preußische T 4                         | 2. Berliner Form                                                |
| 70 7005 – 7014, 7017 – 7033, 7036 – 7038         |                                                  | Preußische T 4.1                       |                                                                 |
| 70 7034, 7035                                    |                                                  | Preußische T 4.3                       |                                                                 |
| 70 7101 – 7155                                   | 70 7101 – 7154                                   | Bayerische D IX                        |                                                                 |
| 71 001 – 116*                                    | 71 001 – 026                                     | Preußische T 5.1                       | * 71 019, 020, 029 – 031 irrtümlich eingereihte T 5.2           |
| 71 201 – 212                                     | 71 201 – 212                                     | Bayerische Pt 2/4 H                    |                                                                 |
| 71 301 – 391                                     | 71 301 – 385                                     | Sächsische IV T                        |                                                                 |
| 71 401 – 420                                     | 71 401 – 420                                     | Oldenburgische T 5.1                   |                                                                 |
| 71 7001 – 7005                                   |                                                  | Badische IV d                          |                                                                 |
| 72 001 – 016*                                    | 72 001, 002                                      | Preußische T 5.2                       | * 72 016 irrtümlich eingereihte T 5.1                           |
| 72 101, 102                                      | 72 101, 102                                      | Bayerische Pt 2/4 N                    |                                                                 |
| 73 001 – 028                                     | 73 001 – 028                                     | Pfälzische P 2.II                      |                                                                 |
| 73 031 – 124                                     | 73 031 – 125                                     | Bayerische D XII                       | 73 125 ex Elsaß-Lothringen T 5                                  |
| 73 131 – 139                                     | 73 131 – 139                                     | Bayerische Pt 2/5 N                    |                                                                 |
| 73 201                                           | 73 201                                           | Bayerische Pt 2/5 H                    |                                                                 |
| 74 001 – 368                                     | 74 001 – 358                                     | Preußische T 11                        |                                                                 |
| 74 401 – 1396                                    | 74 401 – 543, 545 – 1300                         | Preußische T 12                        |                                                                 |
| 75 001 – 093                                     | 75 001 – 093                                     | Württembergische T 5                   |                                                                 |
| 75 101…302                                       | 75 101…302                                       | Badische VI b                          | Nummernreihen nicht durchgehend besetzt                         |
| 75 401…494                                       | 75 401…494                                       | Badische VI c                          | Baujahre 1914–1918, Nummernreihen nicht durchgehend besetzt     |
| 75 501 – 505, 511 – 588                          | 75 501 – 505, 511 – 588                          | Sächsische XIV HT                      |                                                                 |
| 75 1001 – 1023, 1101 – 1120                      | 75 1001 – 1023, 1101 – 1120                      | Badische VI c                          | Baujahre 1920/21                                                |
| 76 001 – 011                                     | 76 001 – 011                                     | Preußische T 10                        |                                                                 |
| 77 001 – 012                                     | 77 001 – 012                                     | Pfälzische P 5                         |                                                                 |
| 77 101 – 129                                     | 77 101 – 129                                     | Pfälzische Pt 3/6, Bayerische Pt 3/6   |                                                                 |
| 78 001 – 281, 321 – 371                          | 78 001 – 282, 351 – 523                          | Preußische T 18, Württembergische T 18 | 78 524 – 528 Nachlieferungen an DR                              |
| 79 001, 002                                      | 79 001, 002                                      | Sächsische XV HTV                      |                                                                 |

## Güterzugtenderlokomotiven
| vorläufige Betriebsnummern Umzeichnungsplan 1923                    | endgültige Betriebsnummern Umzeichnungsplan 1925 | Länderbahngattung                        | Bemerkungen                                                                                |
| ------------------------------------------------------------------- | ------------------------------------------------ | ---------------------------------------- | ------------------------------------------------------------------------------------------ |
| 88 7001 – 7003                                                      |                                                  | Pfälzische T 2.I                         |                                                                                            |
| 88 7011 – 7017                                                      |                                                  | Bayerische D I                           |                                                                                            |
| 88 7021 – 7026                                                      |                                                  | Bayerische D IV                          | ex Bayerische Ostbahn                                                                      |
| 88 7101 – 7232                                                      | 88 7101 – 7201                                   | Bayerische D IV                          |                                                                                            |
| 88 7301 – 7331                                                      | 88 7301 – 7321                                   | Pfälzische T 1                           |                                                                                            |
| 88 7401                                                             | 88 7401                                          | Württembergische T                       |                                                                                            |
| 88 7501 – 7503                                                      | 88 7501 – 7503                                   | Badische I b                             |                                                                                            |
| 88 7511…7563                                                        | 88 7511…7563                                     | Badische I e                             | Nummernreihen nicht durchgehend besetzt                                                    |
| 89 001 – 080                                                        | 89 001 – 078                                     | Preußische T 8                           |                                                                                            |
| 89 101 – 121                                                        | 89 101 – 121                                     | Pfälzische T 3                           |                                                                                            |
| 89 201 – 274                                                        | 89 201 – 269                                     | Sächsische V T                           | Baujahre 1896–1901                                                                         |
| 89 281 – 295                                                        | 89 281 – 295                                     | Sächsische V T                           | Baujahre 1914–1919                                                                         |
| 89 301 – 403                                                        | 89 301 – 410                                     | Württembergische T 3                     |                                                                                            |
| 89 411 – 414                                                        | 89 411                                           | Württembergische T 3L                    |                                                                                            |
| 89 501 – 506                                                        |                                                  | Badische X a                             |                                                                                            |
| 89 601 – 670                                                        | 89 601 – 670                                     | Bayerische D IIII                        |                                                                                            |
| 89 701 – 717                                                        | 89 701 – 717                                     | Bayerische R 3/3                         | Baujahre 1906–1913, wie D IIII                                                             |
| 89 801 – 890                                                        | 89 801 – 890                                     | Bayerische R 3/3                         | Baujahre 1921–1922                                                                         |
| 89 7001 – 7745                                                      | 89 7001 – 7511                                   | Preußische T 3                           |                                                                                            |
| 89 7801 – 7937                                                      | 89 7801 – 7868                                   | Preußische T 7                           |                                                                                            |
| 89 8001 – 8045, 8050 – 8051                                         | 89 8001 – 8022, 8050 – 8051                      | Mecklenburgische T 3a                    |                                                                                            |
| 89 8053 – 8069                                                      | 89 8053 – 8068                                   | Mecklenburgische T 3b                    |                                                                                            |
| 89 8101 – 8110                                                      | 89 8101 – 8110                                   | Bayerische D V                           |                                                                                            |
| 89 8201 – 8233, 8251 – 8272                                         | 89 8201 – 8221, 8251 – 8267                      | Sächsische V T                           | Baujahre 1872–1895                                                                         |
| 89 8301 – 8307                                                      | 89 8301, 8302                                    | Badische IX a                            | ehemalige Zahnradlokomotiven                                                               |
| 90 001 – 328 (einschließlich T 9 und irrtümlich eingereihter T 9.2) | 90 001 – 115, 117 – 231*                         | Preußische T 9.1                         | * 90 022, 023, 123, 124 irrtümlich eingereihte T 9.2                                       |
| 90 002, 003, 066, 067                                               |                                                  | Preußische T 9                           | Bauart Langenschwalbach                                                                    |
| 90 154, 155, 167, 180 – 183, 351 – 363                              | 90 116                                           | Preußische T 9                           | Bauart Elberfeld                                                                           |
| 91 001 – 162 (einschließlich irrtümlich eingereihter T 9.1)         | 91 001 – 115*                                    | Preußische T 9.2                         | * 91 088, 089, 109 – 114 irrtümlich eingereihte T 9.1                                      |
| 91 301 – 1771 (einschließlich irrtümlich eingereihter T 9.1)        | 91 301 – 1805*                                   | Preußische T 9.3                         | * 91 301, 302 irrtümlich eingereihte T 9.1                                                 |
| 91 1901 – 1950                                                      | 91 1901 – 1950                                   | Mecklenburgische T 4                     |                                                                                            |
| 91 2001 – 2010                                                      | 91 2001 – 2010                                   | Württembergische T 9                     |                                                                                            |
| 92 001 – 011                                                        | 92 001 – 011                                     | Württembergische T 6                     |                                                                                            |
| 92 101 – 108                                                        | 92 101 – 108                                     | Württembergische T 4                     |                                                                                            |
| 92 201…320                                                          | 92 201…320                                       | Badische X b                             | Nummernreihen nicht durchgehend besetzt                                                    |
| 92 401 – 413                                                        | 92 401 – 413                                     | Oldenburgische T 13.1, Preußische T 13.1 |                                                                                            |
| 92 501 – 505                                                        |                                                  | Preußische T 13                          | Bauart Hagans                                                                              |
| 92 506 – 986                                                        | 92 501 – 913, 1001 – 1072                        | Preußische T 13, Oldenburgische T 13     | Bauart Union                                                                               |
| 92 2001 – 2040                                                      | 92 2001 – 2049                                   | Pfälzische R 4/4, Bayerische R 4/4       |                                                                                            |
| 93 001 – 405                                                        | 93 001 – 406                                     | Preußische T 14                          |                                                                                            |
| 93 406 – 739                                                        | 93 501 – 1261                                    | Preußische T 14.1, Württembergische T 14 |                                                                                            |
| 94 001 – 004                                                        | 94 001 – 004                                     | Pfälzische T 5                           |                                                                                            |
| 94 101 – 130                                                        | 94 101 – 130                                     | Württembergische Tn                      |                                                                                            |
| 94 201 – 462                                                        | 94 201 – 467*                                    | Preußische T 16                          | * 94 465 – 467 irrtümlich eingereihte T 16.1, 1934 zu 94 1378 – 1380 umgezeichnet          |
| 94 501 – 1390                                                       | 94 501 – 1377*, 1501 – 1740                      | Preußische T 16.1                        | * 94 501 irrtümlich eingereihte T 16                                                       |
| 94 1901 – 1908                                                      | 94 1901 – 1908                                   | Sächsische XI HT                         | Achslast 15 t                                                                              |
| 94 2001 – 2087                                                      | 94 2001 – 2139                                   | Sächsische XI HT                         | Achslast 16 t                                                                              |
| 94 7001 – 7022                                                      |                                                  | Preußische T 15                          | Bauart Hagans                                                                              |
|                                                                     | 95 001 – 045                                     | (Preußische T 20)                        | von den Preußischen Staatsbahnen entwickelt, ab 1923 von der Reichsbahn in Dienst gestellt |
| 96 001 – 025                                                        | 96 001 – 025                                     | Bayerische Gt 2x4/4                      |                                                                                            |

## Zahnradlokomotiven
| vorläufige Betriebsnummern Umzeichnungsplan 1923 | endgültige Betriebsnummern Umzeichnungsplan 1925 | Länderbahngattung   | Bemerkungen |
| ------------------------------------------------ | ------------------------------------------------ | ------------------- | ----------- |
| 97 001 – 034                                     | 97 001 – 030                                     | Preußische T 26     |             |
| 97 101 – 104                                     | 97 101 – 104                                     | Bayerische PtzL 3/4 |             |
| 97 201 – 204, 251 – 253                          | 97 201 – 204, 251 – 253                          | Badische IX b       |             |
| 97 301 – 309                                     | 97 301 – 307                                     | Württembergische Fz |             |
| 97 401                                           | 97 401                                           | Preußische T 28     |             |
|                                                  | 97 501 – 504                                     | Württembergische Hz |             |

## Lokalbahnlokomotiven
| vorläufige Betriebsnummern Umzeichnungsplan 1923 | endgültige Betriebsnummern Umzeichnungsplan 1925 | Länderbahngattung           | Bemerkungen                                            |
| ------------------------------------------------ | ------------------------------------------------ | --------------------------- | ------------------------------------------------------ |
| 98 001 – 015                                     | 98 001 – 015                                     | Sächsische I TV             |                                                        |
| 98 101 – 138                                     | 98 101 – 137                                     | Oldenburgische T 2          |                                                        |
| 98 201 – 215                                     | 98 201 – 215                                     | Oldenburgische T 3          |                                                        |
| 98 301 – 306                                     |                                                  | Bayerische PtL 2/2 (Krauss) | Bauart Krauss, Innentriebwerk                          |
| 98 311 – 339                                     | 98 301 – 309                                     | Bayerische PtL 2/2 (Krauss) | Bauart Krauss, Blindwelle                              |
| 98 340 – 352                                     | 98 310 – 322                                     | Bayerische PtL 2/2 (Krauss) | Bauart Krauss, Regeltriebwerk                          |
| 98 361 – 383                                     |                                                  | Bayerische PtL 2/2 (Maffei) | Bauart Maffei                                          |
| 98 401 – 403                                     | 98 401 – 403                                     | Pfälzische T 4.II           |                                                        |
| 98 411 – 423, 431 – 556                          | 98 411 – 423, 431 – 556                          | Bayerische D XI             |                                                        |
| 98 561 – 568                                     | 98 561 – 568                                     | Bayerische PtL 3/4          |                                                        |
| 98 571 – 577                                     | 98 651 – 657                                     | Pfälzische T 4.I            |                                                        |
| 98 581 – 588                                     | 98 681 – 688                                     | Pfälzische D VIII           |                                                        |
| 98 591 – 600                                     | 98 661 – 669                                     | Bayerische D VIII           | Baujahre 1888–1893                                     |
| 98 601 – 609                                     | 98 671 – 679                                     | Bayerische D VIII           | Baujahre 1898–1903                                     |
| 98 701 – 731                                     | 98 701 – 731                                     | Bayerische BB II            |                                                        |
| 98 801 – 853                                     | 98 801 – 900                                     | Bayerische GtL 4/4          | 98 901 – 917 Nachlieferungen an DR                     |
| 98 7001                                          |                                                  | Sächsische VII TSV          |                                                        |
| 98 7011 – 7016                                   | 98 7011                                          | Sächsische VII TS           |                                                        |
| 98 7021                                          |                                                  | Sächsische VII T            | ex Berlin-Dresdener Bahn, Bauart Hanomag, Baujahr 1884 |
| 98 7031                                          | 98 7031                                          | Sächsische VII T            | Bauart Hartmann, Baujahr 1885                          |
| 98 7041                                          | 98 7041                                          | Sächsische VII T            | Bauart Karlsruhe, Baujahr 1873                         |
| 98 7051 – 7088                                   | 98 7051 – 7079                                   | Sächsische VII T            | Bauart Hartmann, Baujahre 1882–1894                    |
| 98 7091 – 7093                                   | 98 7091                                          | Sächsische VII T            | Bauart Schichau, Baujahre 1873/74                      |
| 98 7101, 7111 – 7120                             | 98 7111 – 7113                                   | Sächsische VII              |                                                        |
| 98 7201 – 7204, 7211 – 7239                      | 98 7211, 7212, 7221 – 7227                       | Sächsische IIIb T           |                                                        |
| 98 7301, 7302, 7311 – 7316                       | 98 7311, 7312                                    | Sächsische II               |                                                        |
| 98 7401 – 7406                                   | 98 7401 – 7405                                   | Oldenburgische T 1.2        |                                                        |
| 98 7501 – 7545                                   | 98 7501 – 7526                                   | Bayerische D VI             |                                                        |
| 98 7601 – 7614, 7621 – 7681                      | 98 7601 – 7614, 7621 – 7681                      | Bayerische D VII            |                                                        |
| 98 7691, 7692                                    | 98 7691, 7692                                    | Bayerische PtL 3/3          |                                                        |
| 98 7701 – 7709                                   | 98 7701 – 7709                                   | Bayerische D X              |                                                        |

## Schmalspurlokomotiven

### 1000 mm Spurweite
| vorläufige Betriebsnummern Umzeichnungsplan 1923 | endgültige Betriebsnummern Umzeichnungsplan 1925 | Länderbahngattung                                  | Bemerkungen                        |
| ------------------------------------------------ | ------------------------------------------------ | -------------------------------------------------- | ---------------------------------- |
| 99 001 – 005                                     | 99 001 – 005                                     | Pfälzische L 2                                     |                                    |
| 99 011                                           | 99 011                                           | Pfälzische Pts 2/2                                 |                                    |
| 99 021 – 023                                     | 99 021 – 023                                     | Wangerooger Inselbahn Nr. 1 – 5 (Oldenburgische B) |                                    |
| 99 031, 032, 041 – 045, 051, 052, 061 – 063      | 99 031, 032, 041 – 045, 051, 052, 061 – 063      | Preußische T 33                                    |                                    |
| 99 071 – 075                                     | 99 071 – 075                                     | Bayerische LE                                      |                                    |
| 99 081 – 092                                     | 99 081 – 092                                     | Pfälzische L 1                                     |                                    |
| 99 093                                           | 99 093                                           | Pfälzische Pts 3/3 N                               |                                    |
| 99 101 – 103                                     | 99 101 – 103                                     | Pfälzische Pts 3/3 H                               |                                    |
| 99 121                                           | 99 121                                           | Württembergische Ts 3                              |                                    |
| 99 131 – 133                                     | 99 131 – 133                                     | Bayerische Pts 3/4                                 |                                    |
| 99 141                                           |                                                  | Preußische T 35                                    |                                    |
| 99 151                                           | 99 151                                           | Bayerische Gts 4/4                                 |                                    |
| 99 161 – 163                                     | 99 161 – 163                                     | Sächsische I M                                     |                                    |
| 99 171 – 173                                     | 99 171 – 173                                     | Württembergische Ts 4                              |                                    |
|                                                  | 99 181 – 183                                     | Preußische T 40                                    |                                    |
|                                                  |                                                  | (Württembergische Ts 5)                            | 99 191 – 194 Nachlieferungen an DR |
| 99 201                                           | 99 201                                           | Bayerische Gts 2x3/3                               |                                    |
| 99 7101, 7102                                    | 99 7102                                          | Preußische T 31                                    |                                    |

### 900 mm Spurweite
| vorläufige Betriebsnummern Umzeichnungsplan 1923 | endgültige Betriebsnummern Umzeichnungsplan 1925 | Länderbahngattung       | Bemerkungen        |
| ------------------------------------------------ | ------------------------------------------------ | ----------------------- | ------------------ |
| 99 301, 302                                      |                                                  | Mecklenburgische T 7    | Baujahre 1891–1898 |
| 99 303 – 305                                     | 99 301 – 303                                     | Mecklenburgische T 7    | Baujahre 1910–1914 |
| 99 311 – 313                                     | 99 311 – 313                                     | (Mecklenburgische T 42) |                    |

### 785 mm Spurweite
| vorläufige Betriebsnummern Umzeichnungsplan 1923 | endgültige Betriebsnummern Umzeichnungsplan 1925 | Länderbahngattung | Bemerkungen                        |
| ------------------------------------------------ | ------------------------------------------------ | ----------------- | ---------------------------------- |
| 99 401 – 408                                     | 99 401 – 408                                     | Preußische T 37   |                                    |
| 99 411 – 421                                     | 99 411 – 421                                     | Preußische T 38   |                                    |
| 99 431 – 435                                     | 99 431 – 435                                     | Preußische T 39   | 99 441 – 446 Nachlieferungen an DR |
| 99 7401 – 7404                                   |                                                  | Preußische T 31   |                                    |
| 99 7411 – 7413                                   |                                                  | Preußische T 31   |                                    |

### 750 mm Spurweite
| vorläufige Betriebsnummern Umzeichnungsplan 1923 | endgültige Betriebsnummern Umzeichnungsplan 1925 | Länderbahngattung      | Bemerkungen                                     |
| ------------------------------------------------ | ------------------------------------------------ | ---------------------- | ----------------------------------------------- |
| 99 501 – 504                                     | 99 501 – 504                                     | Württembergische Tss 3 |                                                 |
| 99 511 – 546, 551 – 558, 561 – 579, 581 – 608    | 99 511 – 546, 551 – 558, 561 – 579, 581 – 608    | Sächsische IV K        |                                                 |
| 99 611 – 619                                     | 99 611 – 619                                     | Sächsische V K         |                                                 |
| 99 621 – 623                                     | 99 621, 622                                      | Württembergische Tss 4 |                                                 |
| 99 631 – 639                                     | 99 631 – 639                                     | Württembergische Tssd  |                                                 |
| 99 641 – 655, 99 671 – 717                       | 99 641 – 655, 99 671 – 717                       | Sächsische VI K        |                                                 |
| 99 7501 – 7537                                   | 99 7501 – 7527                                   | Sächsische I K         |                                                 |
| 99 7541 – 7546                                   | 99 7541 – 7546                                   | Sächsische III K       |                                                 |
| 99 7551                                          |                                                  | Sächsische II K        | Doppellokomotive, zusammengestellt aus zwei I K |